# Masakr v Sabře a Šatíle

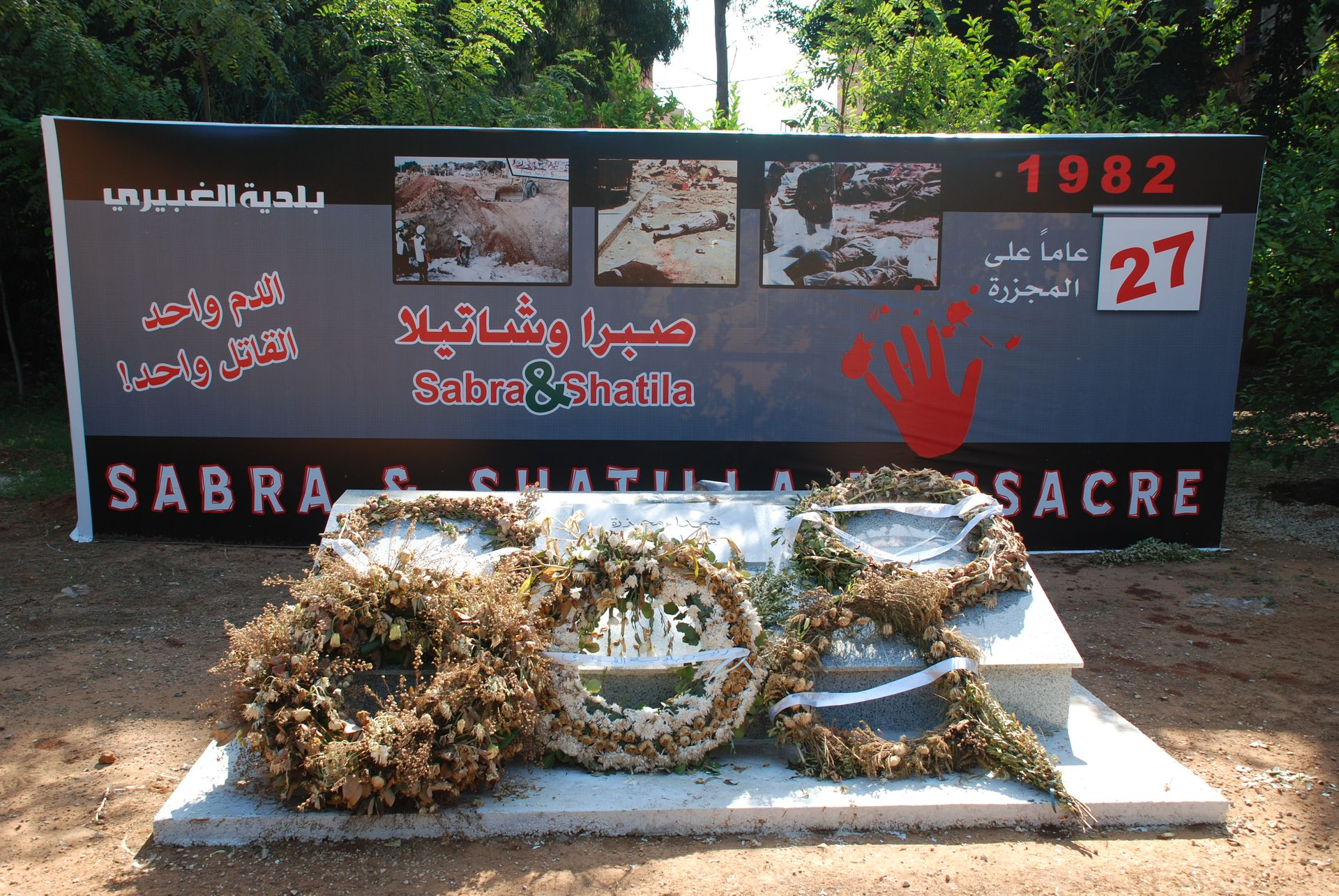
Památník v Sabře, jih Bejrútu

Masakr v Sabře a Šatíle (arabsky: مذبحة صبرا وشاتيلا) byl masakr palestinských Arabů, který se odehrál 16. až 18. září 1982 během občanské války v Libanonu. Sabra a Šatíla jsou dodnes existující palestinské uprchlické tábory v libanonském hlavním městě Bejrútu. Odhady počtu zabitých se různí. Podle některých zdrojů se jednalo o 474 mužů, žen a dětí, podle jiných o 980, některé hovoří o 2300.
V prosinci 1982 Valné shromáždění Organizace spojených národů masakr odsoudilo a prohlásilo jej za akt genocidy.

## Pozadí masakru
Jednou z prvotních příčin bylo tzv. Černé září, což bylo období v roce 1970, kdy v Jordánsku probíhaly nepokoje mezi vládními silami a palestinskými Araby. Palestinci se dokonce pokusili o atentát na krále Husajna I. a poté co teroristé z Lidové fronty pro osvobození Palestiny (LFOP) nechali na ammánském letišti vyhodit do povětří tři letouny, král vyhlásil stanné právo a jordánská armáda zaútočila proti palestinským militantům. Po eskalaci událostí, kdy do Jordánska dokonce vtrhla syrská armáda, která se ale po izraelské intervenci stáhla, podepsal Jásir Arafat dokument o zrušení palestinských guerillových základen v zemi. To však odmítli členové LFOP a Demokratické fronty pro osvobození Palestiny (DFOP), načež vyzvali ke svrhnutí krále. Jordánská armáda pak zaútočila na dvě centra palestinských militantů a po silných bojích prchla většina militantů do Libanonu. Uvádí se, že během událostí Černého září zemřelo 5–10 tisíc lidí (některé zdroje uvádí až 15 tisíc).
V návaznosti na dlouhodobý vnitrostátní vývoj i aktuální situaci související s pobytem palestinských uprchlíků, vypukla v roce 1975 v Libanonu občanská válka. V roce 1978 podnikly Izraelské obranné síly (IOS) operaci Lítání proti Palestincům, kteří z jihu Libanonu ostřelovali sever Izraele. Při operaci obsadily jih Libanonu, ze kterého se podle rezoluce RB OSN č. 425 stáhly. Rezoluce dále rozhodla o nasazení jednotek UNIFIL (United Nations Interim Force in Lebanon). Poté, co situace opět začala v roce 1982 eskalovat, zahájil Izrael operaci „Mír pro Galileu“, známou také jako první libanonská válka. Válka měla za následek odchod Organizace pro osvobození Palestiny (OOP) Jásira Arafata ze země. I přesto se však objevovaly násilnosti, z nichž nejvážnější bylo zavraždění libanonského prezidenta a vůdce křesťanských falangistů Bašíra Džamáíla. Bombu, která Bašíra zabila, totiž položil čtyřiadvacetiletý křesťan Habíb Šartúní, který pracoval pro tajné služby v Damašku a byl členem Syrské socialistické národní strany. V reakci na atentát vnikly jednotky falangistů do zmíněných palestinských táborů, kde zmasakrovali uprchlíky, včetně starců, žen a dětí. Počet obětí se oficiálně odhaduje v rozmezí 750 až 3500 osob.

## Útok
Po zavraždění libanonského křesťanského prezidenta Bašíra Džamáíla hledali falangisté odplatu. V poledne 15. září izraelská armáda tábory Sabra a Šatila obklíčila, zřídila u vchodů kontrolní stanoviště a v několika přilehlých výškových budovách pozorovatelny. Jedna z nich se nacházela v sedmipodlažní kuvajtské ambasádě, ze které dle časopisu Time byl „volný a panoramatický výhled“ na oba tábory. O několik hodin později začaly izraelské tanky na tábory střílet.
Podle Lindy Malone z Jerusalem Fund se Ariel Šaron a Rafa'el Ejtan setkal s jednotkami falangistických milicí, vyzval je ke vstupu do táborů, přičemž tvrdil, že OOP byla zodpovědná za Džamáílovo zavraždění. Schůzka skončila v 15 h. 16. září.
O hodinu později se 1 500 bojovníků shromáždilo na bejrútském letišti, které obsadil Izrael. Pod velením Elieho Hobeiky se v džípech izraelské armády přesouvali k táborům dle izraelských instrukcí, kudy se dostanou dovnitř. Jednalo se převážně o falangisty, ale někteří bojovníci pocházeli ze „Svobodných libanonských sil“ Saada Haddada. Dle Ariela Šarona a osobního strážce Elieho Hobeiky bylo falangistům dáno „tvrdé a jasné“ varování před útoky na civilisty. Avšak tou dobou bylo známo, že falangisté byli pro Palestince velkým nebezpečím. Dva týdny před masakrem (1. září) otiskl list izraelské armády Bamahane rozhovor izraelského představitele s falangistou, který řekl: „Otázka, kterou si klademe, zní: čím začít - znásilňováním nebo zabíjením?“
První jednotka 150 falangistů vstoupila do tábora v 18 hodin. Během noci stříleli Izraelci nad tábor světlice. Podle jedné holandské zdravotní sestry byl tábor v noci stejně jasný jako „sportovní stadion během fotbalového utkání“.
Ve 23 h. byla izraelskému velení ve východním Bejrútu zaslána zpráva, která hlásila zabití 300 lidí včetně civilistů. Zpráva byla přeposlána do velení v Tel Avivu a Jeruzalémě, kde ji četlo více než 20 izraelských vyšších důstojníků.
V jedné chvíli se jeden z bojovníků rádiem zeptal svého velitele Hobeiky co mají dělat s ženami a dětmi v uprchlickém táboře. Rozhovor zachytil izraelský důstojník a slyšel Hobeikovu odpověď: „Tohle je naposledy, co se mě na něco takového ptáte. Víte naprosto přesně, co máte dělat.“ V pozadí rozhovoru bylo slyšet smích falangistických vojáků.
Odpoledne byl svolán mítink izraelského velitele operace a velitelem falangistů. V pátek ráno nařídili Izraelci falangistům zastavit jejich operaci kvůli zprávám o spáchaném masakru.
17. září se navzdory okupaci podařilo do táborů proniknout několika nezávislým pozorovatelům. Jedním z nich byl norský novinář a diplomat Gunnar Flakstad, který viděl falangisty při uklízení mrtvých těl ze zničených domů v Šatile.
Mnoho nalezených těl bylo zohaveno. Mnoho chlapců bylo vykastrováno, někteří skalpování, někteří měli do těl vyrytý křesťanský kříž.
Americká novinářka Janet Lee Stevens napsala později svému manželovi dr. Franklinovi Lambovi: „Viděla jsem mrtvé ženy v domech se sukněmi vytaženými do pasu a roztaženýma nohama, tucty mladých mužů zastřelených v řadě u zdi, děti s podříznutým hrdlem, těhotnou ženu s rozpáraným břichem a očima stále otevřenýma, její zčernalá tvář v němém výkřiku hrůzy, bezpočet miminek a batolat, kteří byli probodnutí nebo rozpáráni a pohození na haldy odpadků.“
Před masakrem vůdce OOP Jásir Arafat požadoval návrat mezinárodních jednotek Itálie, Francie a USA do Bejrútu, aby chránily civilisty. Tyto jednotky dohlížely na odchod Arafata a OOP z Bejrútu. Itálie vyjádřila „hluboké obavy“ ohledně „nového izraelského postupu“, ale žádné jednotky se do Bejrútu nevrátily. Henry Kamm, zvláštní zpravodaj The New York Times, ve zprávě z 16. září 1982 z Říma napsal: „Jásir Arafat, velitel Organizace pro osvobození Palestiny, dnes vyzval Spojené státy, Francii a Itálii, aby poslali zpět své vojáky do Bejrútu k ochraně jeho obyvatel proti Izraeli...“
„V sázce je čest tří armád a čest jejich zemí,“ řekl Arafat na tiskové konferenci. „Ptám se Itálie, Francie a Spojených států: Co zbylo z vašeho slibu chránit obyvatele Bejrútu?“

## Podíl izraelské armády
V silách izraelské armády bylo proti masakru zakročit, neprojevila však o to sebemenší zájem.
Skutečnost, že izraelská armáda nezakročila, vyvolala v Izraeli velkou vlnu protestů. Na telavivském náměstí Izraelských králů se uskutečnila protiválečná demonstrace, jíž se zúčastnilo rekordních 400 tisíc lidí (v té době desetina obyvatel země). Na nátlak veřejnosti byla ustavena vyšetřovací komise (Kahanova komise), která měla prošetřit podíl IOS na masakru. Komisi vedl soudce nejvyššího soudu Jicchak Kahan. Závěry vyšetřování prokázaly, že hlavní vinu na masakru mají jednotky falangistů. Izraelskou armádu zpráva označila za nepřímo zodpovědnou. Nejhůře ze zprávy vyšel tehdejší ministr obrany a pozdější premiér Ariel Šaron, náčelník generálního štábu Rafael Ejtan a velitel vojenské kontrarozvědky Aman Jehošua Sagui. Nikdo z nepřímých viníků nebyl nikdy trestně stíhán.